# Kimči
V korejski kuhinji je kimči (korejsko 김치) ime za pripravo zelenjave – tradicionalno kitajskega zelja in korejske redkvice (Mu – 무) – z mlečnokislinsko fermentacijo kot tudi za zelenjavo, pripravljeno na ta način. V Koreji je kimči del praktično vsakega obroka, tako kot riž (bap – 밥) in juha (guk – 국 ali tang – 탕).
Načeloma lahko fermentiramo vse vrste zelenjave. Sčasoma so se pojavile različne vrste kimčija, na primer s kumaro, porom, redkvijo ali kitajskim zeljem.
Priprava se razlikuje glede na regijo: v provincah Džola uporabljajo ostrige, v provincah Čungčong pa med drugim jabolka.
Kimči se tradicionalno konzervira kot kislo zelje kot zaloga vitamina C za zimo.
Kimdžang, skupna proizvodnja kimčija, je bil 5. decembra 2013 za Južno Korejo dodan na seznam nematerialne kulturne dediščine človeštvain leta 2014 za Severno Korejo.

## Ime

### Ji
Izraz ji (지), ki izvira iz arhaične korejske besede dihi (디히), se za kimči uporablja že od antičnih časov. Glasovno spremembo lahko grobo opišemo kot:
- dihi (디히) > di (디) > ji (디)

Srednjekorejska oblika dihi se pojavlja v več knjigah iz obdobja Čoson (1392–1897). V sodobni korejščini beseda ostaja kot pripona -ji v standardnem jeziku (kot v jjanji, seokbak-ji), in kot pripona -ji ter samostalnik ji v narečjih Gjongsang in Džola. Nepalatalizirana oblika di se ohranja v narečju P'yŏngan.

### Kimči
Kimči (김치) je sprejeta beseda tako v severnokorejskem kot južnokorejskem standardnem jeziku. Med starejšimi oblikami besede je thimčoj (팀ᄎᆡ), srednjekorejski prepis kitajsko-korejske besede 沈菜 (dobesedno 'potopljena zelenjava'). Beseda thimčoj se pojavlja v Sohak Eonhae, korejski različici kitajske knjige Xiaoxue iz 16. stoletja. Glasovne spremembe besede iz srednje korejščine v sodobno korejščino lahko opišemo kot:
- thimčoj (팀ᄎᆡ; 沈菜) > timčoj (딤ᄎᆡ) > kimčoj (짐ᄎᆡ) > kimčuj (짐츼) > kimči (김치)

Prvi soglasnik besede thimčoj, ki se pridihuje, se v besedi timčoj ne pridihuje, nato pa se v besedi kimčoj palatalizira. Beseda je nato postala kimčuj z izgubo samoglasnika o (ㆍ) v korejščini, nato kimči z depalataliziranim začetnim soglasnikom besede. V sodobni korejščini se znaki handža 沈菜 izgovarjajo čimče (침채) in se ne uporabljajo za označevanje kimčija ali česar koli drugega. Beseda kimči ne velja za kitajsko-korejsko besedo. Starejše oblike besede so ohranjene v številnih regionalnih narečjih.

## Priprava
Obstaja veliko načinov priprave.
Tradicionalno se listi kitajskega zelja namakajo v slani vodi približno 4 do 5 ur. Vsebnost soli v celotni masi kimčija vpliva na mlečnokislinsko fermentacijo.
Listi kitajskega zelja se vlagajo v ločeno pripravljeno mešanico drobno sesekljanih sestavin, ki jo sestavljajo redkev, ingver, veliko česna, različna sezonska zelenjava in morski sadeži ter veliko čilija v prahu (gočugaru – 고추가루), da se dobi beču-kimči (배추김치). Tako imenovani beli kimči Bek-Kimči (백김치) se pripravlja tudi brez rdečega čilija v prahu. Regionalne različice receptov vključujejo tudi dodatke ribje omake, vložene ribe (Džotgal – 젓갈) ali ostrig (Gul – 굴).
Listi zelja se oblikujejo v majhne snope in napolnijo v glinene lončke. Masa je na vrhu prekrita s kamnom, da se stisne.
Mlečnokislinska fermentacija poskrbi, da je mešanica stabilna na skladišču in po nekaj dneh dobi tipičen okus kimčija. Kimči s staranjem postane bolj kisel. Vendar pa obstaja tudi kimči, ki se ponuja nefermentiran.
V topli sezoni se kimči pripravlja vsak teden na novo; takrat se imenuje Beču-Gotdžori (배추겉절이) in je nefermentiran. Pozno jeseni mnoga korejska gospodinjstva pridelajo velike količine zimskega kimčija, ki ga tradicionalno shranjujejo v velikih glaziranih glinenih posodah, postavljenih na balkone v mestnih stanovanjskih blokih in zakopanih na podeželju. Danes obstajajo tudi posebni hladilniki za shranjevanje kimčija.
Druga zelenjava, ki se uporablja za pripravo kimčija, vključuje širokolistno gorčico (gat – 갓), majhne kumare (oisobgi – 오이소박이) (oisobgi kimči), majhne bele redkvice z listi (čongangmu – 총각무) (čongak kimči), drobnjak (buču kimči) in na kocke narezano redkev (kakdugi – 깍두기). Ena specialiteta je Pa-kimči (파김치) iz mlade čebule, druga različica pa je kenip-kimči (깻잎김치) iz listov perile. Posebne različice vključujejo dongčimi (동치미), vodni kimči iz redkvice in bosam kimči (보쌈김치), zavit kimči.
Kimči, ki se komercialno prodaja v Evropi, lahko vsebuje tudi lepljivo riževo moko, omako iz inčunov, omako iz kozic in sladkor.

## Zgodovina
Najstarejši dokazi o konzerviranju zelenjave, podobnem kimčiju, segajo 2600–3000 let nazaj. V tem obdobju je bila napisana Knjiga pesmi (詩經, Šijing), zbirka kitajskih pesmi, ki vsebuje verz, ki omenja vlaganje kumar. V času pisanja te knjige je v Mandžuriji živelo veliko Korejcev. Verjame se, da so že takrat zelenjavo konzervirali na ta način, da bi shranili številne vitamine in minerale za ostre zime v tej regiji.
Prva pisna omemba besede kimči sega v obdobje treh kraljestev v Koreji (57 pr. n. št.–668 n. št.) in sega v Kroniko treh kraljestev, v kateri so prebivalci Gogurjoja obdarjeni s posebnimi veščinami priprave fermentirane hrane.
Informacije o uporabljenih sestavinah so znane šele iz časa kraljestva Gorjo (918–1392), vendar so bile že takrat velike lokalne razlike v uporabi začimb in drugih sestavin. Vendar pa so bile najpogostejše začimbe sol, morska sol (čon-il-jom – 천일염), česen in fermentirana ribja pasta (Džotgal).
Pekočo papriko v prahu (Goču – 고추), ki se danes uporablja za začinjanje večine vrst kimčija, so Evropejci v 16. stoletju iz Amerike prvič prinesli v vzhodno Azijo. Ni natančno znano, kdaj so v Koreji začeli uporabljati pekoče paprike za pripravo kimčija. Po nekaterih virih je pekoča paprika postala glavna sestavina v 18. stoletju. Kitajsko zelje se verjetno uporablja šele od 19. stoletja.
Kimči ima veliko kulturno vrednost, ne le zaradi svoje sestave, temveč tudi zaradi družbenih vidikov: že od antičnih časov so se ženske v družini običajno zbrale na en dan, da bi pripravile kimči (kimči damgi), za katerega se predelajo velike količine kitajskega zelja. Dekleta se občasno naučijo pripravljati kimči in so hkrati vključena v družbene skupine. Poleg tega se sveže vloženo kitajsko zelje pogosto podari drugim družinam kot znak spoštovanja in hvaležnosti.

## Učinki globalnega segrevanja
Ogrevanje lokalnega podnebja ima resne posledice za pridelavo kimčija v Južni Koreji, saj gojenje kitajskega zelja, ki je osrednjega pomena za pripravo, močno prizadenejo naraščajoče temperature, močnejše padavine in napadi škodljivcev. V zadnjih 20 letih se je površina, namenjena gojenju zelja, zmanjšala za več kot polovico in se lahko še naprej zmanjšuje. Za zagotovitev pridelave kimčija se razmišlja o uvozu zelja iz Kitajske ali vzreji odpornejših sort, čeprav bi to lahko vplivalo na okus.

## Hranilna vrednost
Zaradi raznolikih hranil in vitaminov, ki jih kimči vsebuje zaradi svojih sestavin in konzerviranja, je bil in ostaja idealen vir hrane v času, ko sveže sadje in zelenjava nista na voljo. Kimči je bogat z vitaminom A (iz listnate zelenjave, kot so kitajsko zelje, čili, mlada čebula, gorčični listi), vitaminom C (predvsem iz čilija, pa tudi iz mlade čebule ali gorčičnih listov) in drugimi vitamini, železom (iz listnate zelenjave in školjk), minerali (iz gorčičnih listov in ingverja), beljakovinami (iz kumar, redkvice in zlasti ostrig ter ribje omake), pa tudi z aliinom, alicinom in alicepidom (iz česna). Mlečna in ocetna kislina, ki nastaneta med fermentacijo, imata germicidni učinek. Vsebnost vitaminov se tudi poveča; v treh tednih se deleži vitaminov B1, B2 in B12 podvojijo. Vlaknine v kimčiju spodbujajo prebavo, česen in čili pa znižujeta holesterol v krvi. Relativno visoka vsebnost soli in morda tudi vsebnost kapsaicina bi lahko bila problematična pri rednem uživanju.